# Danh sách đô thị tại Barcelona
Đây là danh sách các đô thị tại tỉnh Barcelona trong cộng đồn tự trị của Catalonia, Tây Ban Nha.
Xem thêm danh sách comarques của Catalonia.
| Tên                            | Comarca           | Dân số (2006) |
| ------------------------------ | ----------------- | ------------- |
| Abrera                         | Baix Llobregat    | 10.244        |
| Aguilar de Segarra             | Bages             | 250           |
| Aiguafreda                     | Vallès Oriental   | 2.373         |
| Alella                         | Maresme           | 9.013         |
| Alpens                         | Osona             | 307           |
| L'Ametlla del Vallès           | Vallès Oriental   | 7.517         |
| Arenys de Mar                  | Maresme           | 14.016        |
| Arenys de Munt                 | Maresme           | 7.721         |
| Argençola                      | Anoia             | 209           |
| Argentona                      | Maresme           | 11.161        |
| Artés                          | Bages             | 5.072         |
| Avià                           | Berguedà          | 2.058         |
| Avinyó                         | Bages             | 2.122         |
| Avinyonet del Penedès          | Alt Penedès       | 1.591         |
| Badalona                       | Barcelonès        | 221.520       |
| Badia del Vallès               | Vallès Occidental | 14.123        |
| Bagà                           | Berguedà          | 2.178         |
| Balenyà                        | Osona             | 3.479         |
| Balsareny                      | Bages             | 3.310         |
| Barberà del Vallès             | Vallès Occidental | 28.633        |
| Barcelona                      | Barcelonès        | 1.605.602     |
| Begues                         | Baix Llobregat    | 5.699         |
| Bellprat                       | Anoia             | 99            |
| Berga                          | Berguedà          | 16.457        |
| Bigues i Riells                | Vallès Oriental   | 7.564         |
| Borredà                        | Berguedà          | 530           |
| El Bruc                        | Anoia             | 1.655         |
| El Brull                       | Osona             | 219           |
| Les Cabanyes                   | Alt Penedès       | 791           |
| Cabrera de Mar                 | Maresme           | 4.174         |
| Cabrera d'Igualada             | Anoia             | 1.059         |
| Cabrils                        | Maresme           | 6.526         |
| Calaf                          | Anoia             | 3.352         |
| Calders                        | Bages             | 833           |
| Caldes de Montbui              | Vallès Oriental   | 15.941        |
| Caldes d'Estrac                | Maresme           | 2.607         |
| Calella                        | Maresme           | 17.673        |
| Calldetenes                    | Osona             | 2.214         |
| Callús                         | Bages             | 1.577         |
| Calonge de Segarra             | Anoia             | 205           |
| Campins                        | Vallès Oriental   | 363           |
| Canet de Mar                   | Maresme           | 12.766        |
| Canovelles                     | Vallès Oriental   | 15.012        |
| Cànoves i Samalús              | Vallès Oriental   | 2.490         |
| Canyelles                      | Garraf            | 3.440         |
| Capellades                     | Anoia             | 5.383         |
| Capolat                        | Berguedà          | 72            |
| Cardedeu                       | Vallès Oriental   | 15.561        |
| Cardona                        | Bages             | 5.226         |
| Carme                          | Anoia             | 752           |
| Casserres                      | Berguedà          | 1.586         |
| Castell de l'Areny             | Berguedà          | 68            |
| Castellar de n'Hug             | Berguedà          | 198           |
| Castellar del Riu              | Berguedà          | 148           |
| Castellar del Vallès           | Vallès Occidental | 21.335        |
| Castellbell i el Vilar         | Bages             | 3.369         |
| Castellbisbal                  | Vallès Occidental | 11.272        |
| Castellcir                     | Vallès Oriental   | 575           |
| Castelldefels                  | Baix Llobregat    | 58.663        |
| Castellet i la Gornal          | Alt Penedès       | 1.919         |
| Castellfollit de Riubregós     | Anoia             | 201           |
| Castellfollit del Boix         | Bages             | 407           |
| Castellgalí                    | Bages             | 1.436         |
| Castellnou de Bages            | Bages             | 837           |
| Castellolí                     | Anoia             | 460           |
| Castellterçol                  | Vallès Oriental   | 2.202         |
| Castellví de la Marca          | Alt Penedès       | 1.603         |
| Castellví de Rosanes           | Baix Llobregat    | 1.505         |
| Centelles                      | Osona             | 6.671         |
| Cercs                          | Berguedà          | 1.333         |
| Cerdanyola del Vallès          | Vallès Occidental | 57.959        |
| Cervelló                       | Baix Llobregat    | 7.674         |
| Collbató                       | Baix Llobregat    | 3.576         |
| Collsuspina                    | Osona             | 316           |
| Copons                         | Anoia             | 289           |
| Corbera de Llobregat           | Baix Llobregat    | 12.805        |
| Cornellà de Llobregat          | Baix Llobregat    | 84.289        |
| Cubelles                       | Garraf            | 11.835        |
| Dosrius                        | Maresme           | 4.469         |
| Esparreguera                   | Baix Llobregat    | 21.145        |
| Esplugues de Llobregat         | Baix Llobregat    | 46.808        |
| L'Espunyola                    | Berguedà          | 272           |
| L'Estany                       | Bages             | 383           |
| Figaró-Montmany                | Vallès Oriental   | 1.019         |
| Fígols                         | Berguedà          | 42            |
| Fogars de la Selva             | Selva             | 1.338         |
| Fogars de Montclús             | Vallès Oriental   | 437           |
| Folgueroles                    | Osona             | 1.983         |
| Fonollosa                      | Bages             | 1.280         |
| Font-rubí                      | Alt Penedès       | 1.394         |
| Les Franqueses del Vallès      | Vallès Oriental   | 15.817        |
| Gaià                           | Bages             | 154           |
| Gallifa                        | Vallès Occidental | 216           |
| La Garriga                     | Vallès Oriental   | 13.942        |
| Gavà                           | Baix Llobregat    | 44.531        |
| Gelida                         | Alt Penedès       | 5.976         |
| Gironella                      | Berguedà          | 4.786         |
| Gisclareny                     | Berguedà          | 33            |
| La Granada                     | Alt Penedès       | 1.754         |
| Granera                        | Vallès Oriental   | 75            |
| Granollers                     | Vallès Oriental   | 58.940        |
| Gualba                         | Vallès Oriental   | 1.048         |
| Guardiola de Berguedà          | Berguedà          | 931           |
| Gurb                           | Osona             | 2.296         |
| L'Hospitalet de Llobregat      | Barcelonès        | 248.150       |
| Els Hostalets de Pierola       | Anoia             | 1.879         |
| Igualada                       | Anoia             | 35.933        |
| Jorba                          | Anoia             | 665           |
| La Llacuna                     | Anoia             | 869           |
| La Llagosta                    | Vallès Oriental   | 13.674        |
| Lliçà d'Amunt                  | Vallès Oriental   | 12.938        |
| Lliçà de Vall                  | Vallès Oriental   | 6.033         |
| Llinars del Vallès             | Vallès Oriental   | 8.425         |
| Lluçà                          | Osona             | 253           |
| Malgrat de Mar                 | Maresme           | 17.531        |
| Malla                          | Osona             | 257           |
| Manlleu                        | Osona             | 19.979        |
| Manresa                        | Bages             | 71.772        |
| Marganell                      | Bages             | 288           |
| Martorell                      | Baix Llobregat    | 26.170        |
| Martorelles                    | Vallès Oriental   | 4.938         |
| Les Masies de Roda             | Osona             | 742           |
| Les Masies de Voltregà         | Osona             | 3.125         |
| El Masnou                      | Maresme           | 21.833        |
| Masquefa                       | Anoia             | 7.414         |
| Matadepera                     | Vallès Occidental | 8.169         |
| Mataró                         | Maresme           | 11,8748       |
| Mediona                        | Alt Penedès       | 2.083         |
| Moià                           | Bages             | 5.399         |
| Molins de Rei                  | Baix Llobregat    | 23.374        |
| Mollet del Vallès              | Vallès Oriental   | 51.713        |
| Monistrol de Calders           | Bages             | 691           |
| Monistrol de Montserrat        | Bages             | 2.840         |
| Montcada i Reixac              | Vallès Occidental | 32.153        |
| Montclar                       | Berguedà          | 116           |
| Montesquiu                     | Osona             | 875           |
| Montgat                        | Maresme           | 9.427         |
| Montmajor                      | Berguedà          | 463           |
| Montmaneu                      | Anoia             | 201           |
| Montmeló                       | Vallès Oriental   | 8.921         |
| Montornès del Vallès           | Vallès Oriental   | 14.516        |
| Montseny                       | Vallès Oriental   | 299           |
| Muntanyola                     | Osona             | 464           |
| Mura                           | Bages             | 233           |
| Navarcles                      | Bages             | 5.723         |
| Navàs                          | Bages             | 5.810         |
| La Nou de Berguedà             | Berguedà          | 162           |
| Òdena                          | Anoia             | 3.100         |
| Olèrdola                       | Alt Penedès       | 3.084         |
| Olesa de Bonesvalls            | Alt Penedès       | 1.506         |
| Olesa de Montserrat            | Baix Llobregat    | 21.714        |
| Olivella                       | Garraf            | 2.515         |
| Olost                          | Osona             | 1.187         |
| Olvan                          | Berguedà          | 922           |
| Orís                           | Osona             | 284           |
| Oristà                         | Osona             | 593           |
| Orpí                           | Anoia             | 190           |
| Òrrius                         | Maresme           | 295           |
| Pacs del Penedès               | Alt Penedès       | 787           |
| Palafolls                      | Maresme           | 7.583         |
| Palau-solità i Plegamans       | Vallès Occidental | 13.310        |
| Pallejà                        | Baix Llobregat    | 10.535        |
| La Palma de Cervelló           | Baix Llobregat    | 2.988         |
| El Papiol                      | Baix Llobregat    | 3.733         |
| Parets del Vallès              | Vallès Oriental   | 16.413        |
| Perafita                       | Osona             | 379           |
| Piera                          | Anoia             | 12.951        |
| Pineda de Mar                  | Maresme           | 25.504        |
| El Pla del Penedès             | Alt Penedès       | 931           |
| La Pobla de Claramunt          | Anoia             | 2.112         |
| La Pobla de Lillet             | Berguedà          | 1.327         |
| Polinyà                        | Vallès Occidental | 6.764         |
| El Pont de Vilomara i Rocafort | Bages             | 3.310         |
| Pontons                        | Alt Penedès       | 498           |
| El Prat de Llobregat           | Baix Llobregat    | 63.069        |
| Prats de Lluçanès              | Osona             | 2.753         |
| Els Prats de Rei               | Anoia             | 532           |
| Premià de Dalt                 | Maresme           | 9.890         |
| Premià de Mar                  | Maresme           | 27.860        |
| Puigdàlber                     | Alt Penedès       | 377           |
| Puig-reig                      | Berguedà          | 4.202         |
| Pujalt                         | Anoia             | 203           |
| La Quar                        | Berguedà          | 61            |
| Rajadell                       | Bages             | 467           |
| Rellinars                      | Vallès Occidental | 653           |
| Ripollet                       | Vallès Occidental | 35.427        |
| La Roca del Vallès             | Vallès Oriental   | 9.418         |
| Roda de Ter                    | Osona             | 5.535         |
| Rubí                           | Vallès Occidental | 70.006        |
| Rubió                          | Anoia             | 146           |
| Rupit i Pruit                  | Osona             | 339           |
| Sabadell                       | Vallès Occidental | 200.545       |
| Sagàs                          | Berguedà          | 143           |
| Saldes                         | Berguedà          | 326           |
| Sallent                        | Bages             | 7.146         |
| Sant Adrià de Besòs            | Barcelonès        | 32.585        |
| Sant Agustí de Lluçanès        | Osona             | 107           |
| Sant Andreu de la Barca        | Baix Llobregat    | 25.383        |
| Sant Andreu de Llavaneres      | Maresme           | 9.463         |
| Sant Antoni de Vilamajor       | Vallès Oriental   | 4.877         |
| Sant Bartomeu del Grau         | Osona             | 1.001         |
| Sant Boi de Llobregat          | Baix Llobregat    | 81.368        |
| Sant Boi de Lluçanès           | Osona             | 575           |
| Sant Cebrià de Vallalta        | Maresme           | 2.873         |
| Sant Celoni                    | Vallès Oriental   | 15.544        |
| Sant Climent de Llobregat      | Baix Llobregat    | 3.516         |
| Sant Cugat del Vallès          | Vallès Occidental | 73.774        |
| Sant Cugat Sesgarrigues        | Alt Penedès       | 890           |
| Sant Esteve de Palautordera    | Vallès Oriental   | 2.079         |
| Sant Esteve Sesrovires         | Baix Llobregat    | 6.590         |
| Sant Feliu de Codines          | Vallès Oriental   | 5.412         |
| Sant Feliu de Llobregat        | Baix Llobregat    | 42.486        |
| Sant Feliu Sasserra            | Bages             | 622           |
| Sant Fost de Campsentelles     | Vallès Oriental   | 7.409         |
| Sant Fruitós de Bages          | Bages             | 7.199         |
| Sant Hipòlit de Voltregà       | Osona             | 3.319         |
| Sant Iscle de Vallalta         | Maresme           | 1.166         |
| Sant Jaume de Frontanyà        | Berguedà          | 32            |
| Sant Joan de Vilatorrada       | Bages             | 10.362        |
| Sant Joan Despí                | Baix Llobregat    | 31.485        |
| Sant Julià de Cerdanyola       | Berguedà          | 259           |
| Sant Julià de Vilatorta        | Osona             | 2.809         |
| Sant Just Desvern              | Baix Llobregat    | 15.327        |
| Sant Llorenç d'Hortons         | Alt Penedès       | 2.126         |
| Sant Llorenç Savall            | Vallès Occidental | 2.271         |
| Sant Martí d'Albars            | Osona             | 114           |
| Sant Martí de Centelles        | Osona             | 907           |
| Sant Martí de Tous             | Anoia             | 1.101         |
| Sant Martí Sarroca             | Alt Penedès       | 2.849         |
| Sant Martí Sesgueioles         | Anoia             | 361           |
| Sant Mateu de Bages            | Bages             | 661           |
| Sant Pere de Ribes             | Garraf            | 26.859        |
| Sant Pere de Riudebitlles      | Alt Penedès       | 2.246         |
| Sant Pere de Torelló           | Osona             | 2.264         |
| Sant Pere de Vilamajor         | Vallès Oriental   | 3.578         |
| Sant Pere Sallavinera          | Anoia             | 171           |
| Sant Pol de Mar                | Maresme           | 4.773         |
| Sant Quintí de Mediona         | Alt Penedès       | 2.039         |
| Sant Quirze de Besora          | Osona             | 2.069         |
| Sant Quirze del Vallès         | Vallès Occidental | 17.138        |
| Sant Quirze Safaja             | Vallès Oriental   | 579           |
| Sant Sadurní d'Anoia           | Alt Penedès       | 11.617        |
| Sant Sadurní d'Osormort        | Osona             | 89            |
| Sant Salvador de Guardiola     | Bages             | 2.863         |
| Sant Vicenç de Castellet       | Bages             | 7.835         |
| Sant Vicenç de Montalt         | Maresme           | 5.127         |
| Sant Vicenç de Torelló         | Osona             | 1.911         |
| Sant Vicenç dels Horts         | Baix Llobregat    | 27.019        |
| Santa Cecília de Voltregà      | Osona             | 199           |
| Santa Coloma de Cervelló       | Baix Llobregat    | 7.314         |
| Santa Coloma de Gramenet       | Barcelonès        | 119.056       |
| Santa Eugènia de Berga         | Osona             | 2.178         |
| Santa Eulàlia de Riuprimer     | Osona             | 926           |
| Santa Eulàlia de Ronçana       | Vallès Oriental   | 6.111         |
| Santa Fe del Penedès           | Alt Penedès       | 350           |
| Santa Margarida de Montbui     | Anoia             | 9.715         |
| Santa Margarida i els Monjos   | Alt Penedès       | 6.221         |
| Santa Maria de Besora          | Osona             | 187           |
| Santa Maria de Corcó           | Osona             | 2.239         |
| Santa Maria de Martorelles     | Vallès Oriental   | 788           |
| Santa Maria de Merlès          | Berguedà          | 152           |
| Santa Maria de Miralles        | Anoia             | 128           |
| Santa Maria de Palautordera    | Vallès Oriental   | 8.099         |
| Santa Maria d'Oló              | Bages             | 1.072         |
| Santa Perpètua de Mogoda       | Vallès Occidental | 21.644        |
| Santa Susanna                  | Maresme           | 2.939         |
| Santpedor                      | Bages             | 6.263         |
| Sentmenat                      | Vallès Occidental | 7.209         |
| Seva                           | Osona             | 3.099         |
| Sitges                         | Garraf            | 25.642        |
| Sobremunt                      | Osona             | 102           |
| Sora                           | Osona             | 193           |
| Subirats                       | Alt Penedès       | 2.943         |
| Súria                          | Bages             | 6.290         |
| Tagamanent                     | Vallès Oriental   | 282           |
| Talamanca                      | Bages             | 134           |
| Taradell                       | Osona             | 5.764         |
| Tavèrnoles                     | Osona             | 300           |
| Tavertet                       | Osona             | 155           |
| Teià                           | Maresme           | 5.867         |
| Terrassa                       | Vallès Occidental | 199.817       |
| Tiana                          | Maresme           | 7.305         |
| Tona                           | Osona             | 7.328         |
| Tordera                        | Maresme           | 13.420        |
| Torelló                        | Osona             | 13.269        |
| La Torre de Claramunt          | Anoia             | 3.298         |
| Torrelavit                     | Alt Penedès       | 1.232         |
| Torrelles de Foix              | Alt Penedès       | 2.252         |
| Torrelles de Llobregat         | Baix Llobregat    | 4.861         |
| Ullastrell                     | Vallès Occidental | 1.529         |
| Vacarisses                     | Vallès Occidental | 5.094         |
| Vallbona d'Anoia               | Anoia             | 1.311         |
| Vallcebre                      | Berguedà          | 276           |
| Vallgorguina                   | Vallès Oriental   | 2.016         |
| Vallirana                      | Baix Llobregat    | 12.928        |
| Vallromanes                    | Vallès Oriental   | 2.094         |
| Veciana                        | Anoia             | 167           |
| Vic                            | Osona             | 38.747        |
| Vilada                         | Berguedà          | 516           |
| Viladecans                     | Baix Llobregat    | 61.168        |
| Viladecavalls                  | Vallès Occidental | 7.036         |
| Vilafranca del Penedès         | Alt Penedès       | 36.687        |
| Vilalba Sasserra               | Vallès Oriental   | 581           |
| Vilanova de Sau                | Osona             | 323           |
| Vilanova del Camí              | Anoia             | 12.039        |
| Vilanova del Vallès            | Vallès Oriental   | 3.774         |
| Vilanova i la Geltrú           | Garraf            | 62.826        |
| Vilassar de Dalt               | Maresme           | 8.334         |
| Vilassar de Mar                | Maresme           | 19.051        |
| Vilobí del Penedès             | Alt Penedès       | 1.033         |
| Viver i Serrateix              | Berguedà          | 194           |